# Équipe de Corée du Sud de hockey sur glace
Cet article traite de l'équipe masculine. Pour l'équipe féminine, voir Équipe de Corée du Sud féminine de hockey sur glace.
L'équipe de Corée du Sud de hockey sur glace est la sélection nationale de Corée du Sud regroupant les meilleurs joueurs de hockey sur glace sud-coréens lors des compétitions internationales. L'équipe est sous la tutelle de la Fédération sud-coréenne de hockey sur glace. L'équipe est actuellement classée 17e sur 50 équipes au classement IIHF 2019.

## Effectif
| No    | Nom               | Position  | Club                        |
| ----- | ----------------- | --------- | --------------------------- |
| +001, | Matt Dalton       | Gardien   | Anyang Halla                |
| +003, | Seo Yeong-jun     | Défenseur | Daemyung Killer Whales (en) |
| +005, | Bryan Young       | Défenseur | Daemyung Killer Whales      |
| +006, | Kim Won-jun       | Défenseur | Anyang Halla                |
| +007, | Oh Hyun-ho        | Défenseur | Daemyung Killer Whales      |
| +008, | Kim Won-jung      | Attaquant | Anyang Halla                |
| +009, | Jeon Jung-woo     | Attaquant | Daemyung Sangmu             |
| +010, | Michael Swift     | Attaquant | High1                       |
| +011, | Kim Ki-sung       | Attaquant | Anyang Halla                |
| +012, | Song Hyeong-cheol | Défenseur | Anyang Halla                |
| +013, | Lee Young-jun     | Attaquant | Daemyung Killer Whales      |
| +019, | Kim Sang-wook     | Attaquant | Anyang Halla                |
| +023, | Eric Regan        | Défenseur | Anyang Halla                |
| +025, | Brock Radunske    | Attaquant | Anyang Halla                |
| +027, | Ahn Jin-hui       | Attaquant | Daemyung Sangmu             |
| +031, | Lee Yeon-seung    | Gardien   | Daemyung Killer Whales      |
| +036, | Park Woo-sang - C | Attaquant | Anyang Halla                |
| +044, | Alex Plante - A   | Défenseur | Anyang Halla                |
| +047, | Shin Sang-hoon    | Attaquant | Daemyung Sangmu             |
| +050, | Park Sung-je      | Gardien   | High1                       |
| +061, | Lee Don-ku        | Défenseur | Anyang Halla                |
| +063, | Park Jin-kyu      | Attaquant | Daemyung Sangmu             |
| +081, | Lee Chong-hyun    | Attaquant | Université Yonsei           |
| +087, | Cho Min-ho - A    | Attaquant | Anyang Halla                |
| +096, | Shin Sang-woo     | Attaquant | Anyang Halla                |

## Résultats

### Jeux olympiques
- 1920-1994 - Ne participe pas
- 1998 - Non qualifié
- 2002-2010 - Ne participe pas
- 2014 - Non qualifié
- 2018 - 12e
- 2022 - Non qualifiés

### Championnats du monde
Durant les Jeux Olympiques de 1980, 1984 et 1988 il n'y a pas eu de compétition du tout.
- 1920-1978 -  Ne participe pas
- 1979 - 25e place (7e du Groupe C)
- 1981 -  Ne participe pas
- 1982 - 24e place (8e du Groupe C)
- 1983-1985 -  Ne participe pas
- 1986 - 25e place (9e du Groupe C)
- 1987 - 26e place (2e du Groupe D)
- 1989 - 23e place (7e du Groupe C)
- 1990 - 25e place (9e du Groupe C)
- 1991 - 24e place (8e du Groupe C)
- 1992 - 26e place (6e du Groupe C1)
- 1993 - 29e place (9e du Groupe C)
- 1994 - 30e place (3e du Groupe C2)
- 1995 - 33e place (4e du Groupe C2)
- 1996 - 33e place (5e du Groupe D)
- 1997 - 30e place (2e du Groupe D)
- 1998 - 31e place (7e du Groupe C)
- 1999 - 30e place (6e du Groupe C)
- 2000 - 29e place (5e du Groupe C)
- 2001 - 1er de la Division II, Groupe A
- 2002 - 6e de la Division I, Groupe A
- 2003 - 1er de la Division II, Groupe A
- 2004 - 6e de la Division I, Groupe B
- 2005 - 3e de la Division II, Groupe A
- 2006 - 2e de la Division II, Groupe B
- 2007 - 1er de la Division II, Groupe B
- 2008 - 6e de la Division I, Groupe A
- 2009 - 1er de la Division II, Groupe B
- 2010 - 5e de la Division I, Groupe B
- 2011 - 3e de la Division I, Groupe A
- 2012 - 1er de la Division IB
- 2013 - 5e de la Division IA
- 2014 - 6e de la Division IA
- 2015 - 1er de la Division IB
- 2016 - 5e de la Division IA
- 2017 - 2e de la Division IA
- 2018 - 16e place
- 2019 - 3e de la Division IA
- 2020 - Annulé en raison du coronavirus
- 2021 - Annulé en raison du coronavirus
- 2022 - 4e de la Division IA

Note :  Promue ;  Reléguée

### Jeux asiatiques d'hiver
La Corée du Sud a toujours joué en division élite.
- 1986 -
- 1990 -
- 1996 - 4e place
- 1999 - 4e place
- 2003 - 4e place
- 2007 -
- 2011 -
- 2017 -

### Coupe d'Asie
Cette compétition n'a existé que pour trois éditions.
- 1992 - 4e place
- 1993 -
- 1995 - 4e place

### Classement mondial
| Année     | Rang | Points | Progression |
| --------- | ---- | ------ | ----------- |
| 2003      | 32   | 1 420  |             |
| 2004      | 30   | 1 455  | +2          |
| 2005      | 31   | 1 360  | -1          |
| Fév. 2006 | 32   | 1 360  | -1          |
| Mai 2006  | 32   | 1 320  | ±0          |
| 2007      | 32   | 1 320  | ±0          |
| 2008      | 31   | 1 365  | +1          |
| 2009      | 30   | 1 395  | +1          |
| Fév. 2010 | 33   | 1 395  | -3          |
| Mai 2010  | 33   | 1 485  | ±0          |
| 2011      | 31   | 1 605  | +2          |
| 2012      | 28   | 1 665  | +3          |

| Année     | Rang | Points | Progression |
| --------- | ---- | ------ | ----------- |
| 2013      | 25   | 1 740  | +3          |
| Fév. 2014 | 23   | 2 400  | +2          |
| Mai 2014  | 23   | 2 415  | ±0          |
| 2015      | 23   | 2 230  | ±0          |
| 2016      | 23   | 2 090  | ±0          |
| 2017      | 21   | 2 000  | +2          |
| Fev. 2018 | 18   | 2 735  | +3          |
| Mai 2018  | 16   | 2 835  | +2          |
| 2019      | 17   | 2 620  | -1          |
| 2020      | 18   | 2 385  | -1          |
| 2021      | 19   | 2 140  | -1          |

## Entraîneurs
| Période     | Nom des entraîneurs | Nationalité         |
| ----------- | ------------------- | ------------------- |
| 1992        | Ik-song Kim         | Corée du Sud        |
| 1993        | Jei-hyun Lee        | Corée du Sud        |
| 2000        | Sea-il Kim          | Corée du Sud        |
| 2001        | Sam-deuk Kim        | Corée du Sud        |
| 2002        | Jei-hyun Lee        | Corée du Sud        |
| 2003        | Sam-deuk Kim        | Corée du Sud        |
| 2004        | Sun-wook Byun       | Corée du Sud        |
| 2005-2006   | Jei-hyun Lee        | Corée du Sud        |
| 2007        | Sun-wook Byun       | Corée du Sud        |
| 2009-2011   | Hee-woo Kim         | Corée du Sud        |
| 2012-2014   | Sun-wook Byun       | Corée du Sud        |
| Depuis 2015 | Jim Paek            | Canada / États-Unis |

## Équipe junior moins de 20 ans

### Championnats du monde junior
- 1977-1990 - Ne participe pas
- 1990 - 5e du Groupe C
- 1991 - 5e du Groupe C
- 1992 - 6e du Groupe C
- 1993 - 8e du Groupe C
- 1994-2002 - Ne participe pas
- 2003 - 1er de la Division III
- 2004 - 2e de la Division II, Groupe B
- 2005 - 2e de la Division II, Groupe B
- 2006 - 3e de la Division II, Groupe B
- 2007 - 4e de la Division II, Groupe B
- 2008 - 3e de la Division II, Groupe A
- 2009 - 3e de la Division II, Groupe A
- 2010 - 4e de la Division II, Groupe A
- 2011 - 3e de la Division II, Groupe B
- 2012 - 6e de la Division IIA
- 2013 - 2e de la Division IIB
- 2014 - 1er de la Division IIB
- 2015 - 3e de la Division IIA
- 2016 - 6e de la Division IIA
- 2017 - 1er de la Division IIB
- 2018 - 2e de la Division IIA
- 2019 - 6e de la Division IIA
- 2020 - 1er de la Division IIB
- 2021 - Annulé en raison du coronavirus
- 2022 - 2e de la Division IIA
- 2023 - 6e de la Division IIA

### Challenge d'Asie des moins de 20 ans
- 2012 -
- 2013 -
- 2014 - 4e place
- 2018 -  Ne participe pas

## Équipe des moins de 18 ans

### Championnats du monde moins de 18 ans
- 1999-2001 - Ne participe pas
- 2002 - 1er de la Division III
- 2003 - 1er de la Division II, Groupe A
- 2004 - 6e de la Division I, Groupe B
- 2005 - 1er de la Division II, Groupe A
- 2006 - 6e de la Division I, Groupe B
- 2007 - 2e de la Division II, Groupe B
- 2008 - 2e de la Division II, Groupe A
- 2009 - 1er de la Division II, Groupe A
- 2010 - 5e de la Division I, Groupe A
- 2011 - 6e de la Division I, Groupe B
- 2012 - 1er de la Division IIA
- 2013 - 6e de la Division IB
- 2014 - 2e de la Division IIA
- 2015 - 1er de la Division IIA
- 2016 - 6e de la Division IB
- 2017 - 4e de la Division IIA
- 2018 - 4e de la Division IIA
- 2019 - 5e de la Division IIA
- 2020 - Annulé en raison du coronavirus
- 2021 - Annulé en raison du coronavirus
- 2022 - 1er de la Division IIA
- 2023 -

### Championnats d'Asie-Océanie des moins de 18 ans
Cette compétition n'est plus tenue depuis 2002.
- 1984 -
- 1985 -
- 1986 -
- 1987 - 4e place
- 1988 -
- 1989 -
- 1990 -
- 1991 - 4e place
- 1992 - 4e place
- 1993 -
- 1994 -
- 1995 - 4e place
- 1996 -
- 1997 -
- 1998 -
- 1999 -
- 2000 -
- 2001 -
- 2002 - Ne participe pas